# بول أورلوفيتش
بول أورلوفيتش (بالإنجليزية: Paul Urlovic)‏ (21 نوفمبر 1978 بأوكلاند في نيوزيلندا - ) هو لاعب كرة قدم نيوزلندي في مركز الهجوم. شارك مع منتخب نيوزيلندا تحت 17 سنة لكرة القدم ومنتخب نيوزيلندا تحت 20 سنة لكرة القدم ومنتخب نيوزيلندا لكرة القدم. أما مع النوادي، فقد لعب مع نادي أوكلاند سيتي وMelbourne Knights FC ‏ وسنترال يونايتد وFootball Kingz FC ‏ وNew Zealand Knights FC ‏ وThree Kings United ‏.

## وصلات خارجية
- بول أورلوفيتش على موقع الاتحاد الدولي (مؤرشف)  (الإنجليزية)
- بول أورلوفيتش على موقع قاعدة بيانات كرة القدم.إي يو (الإنجليزية)
- بول أورلوفيتش على موقع ناشيونال فوتبول تيمز (الإنجليزية)